# Jhansi flygplats
Jhansi är en flygplats i Indien.   Den ligger i distriktet Jhānsi och delstaten Uttar Pradesh, i den centrala delen av landet, 400 km söder om huvudstaden New Delhi. Jhansi ligger 244 meter över havet.
Terrängen runt Jhansi är platt. Runt Jhansi är det tätbefolkat, med 636 invånare per kvadratkilometer. Närmaste större samhälle är Jhānsi, 4,2 km sydost om Jhansi. Trakten runt Jhansi består till största delen av jordbruksmark.